# Мирослав Иванов (музикант)
Вижте пояснителната страница за други личности с името Мирослав Иванов.
Мирослав Иванов е български музикант и композитор.

## Биографични данни
Роден е в Русе, след което учи в музикалното училище в Шумен. Завършил е Националната музикална академия.

## Музикална кариера
В периода от 1997 до 2007 e студиен музикант, работил със Стефан Вълдобрев, Дони и Момчил, Васил Найденов, Камелия Тодорова, Васил Петров, Д2, Ваня Щерева и други.
Мирослав Иванов е създател на група Сафо през 2001.
През 2008 става част от базираната в Ирландия група Аморик.
Заедно с Росен Захариев, Антони Рикев и Николай Данев основава Метаформоза през 2012.
През 2017 прави серия концерти в дует със Стефан Вълдобрев.
Мирослав Иванов има и два солови албума – Directions (2013) и Circus (2016)

## Дискография

### Солови албуми
- 2013 – Directions
- 2016 – Circus

### Солови сингли
- 2011 – Northern Lights

### Албуми
- 2016 – Стефан Вълдобрев – 10½
- 2013 – Аморик – Means To Sedate
- 2004 – Сафо – Колело от сънища
- 1998 – Инфинити – Happy Man Blues